# Brian Eno

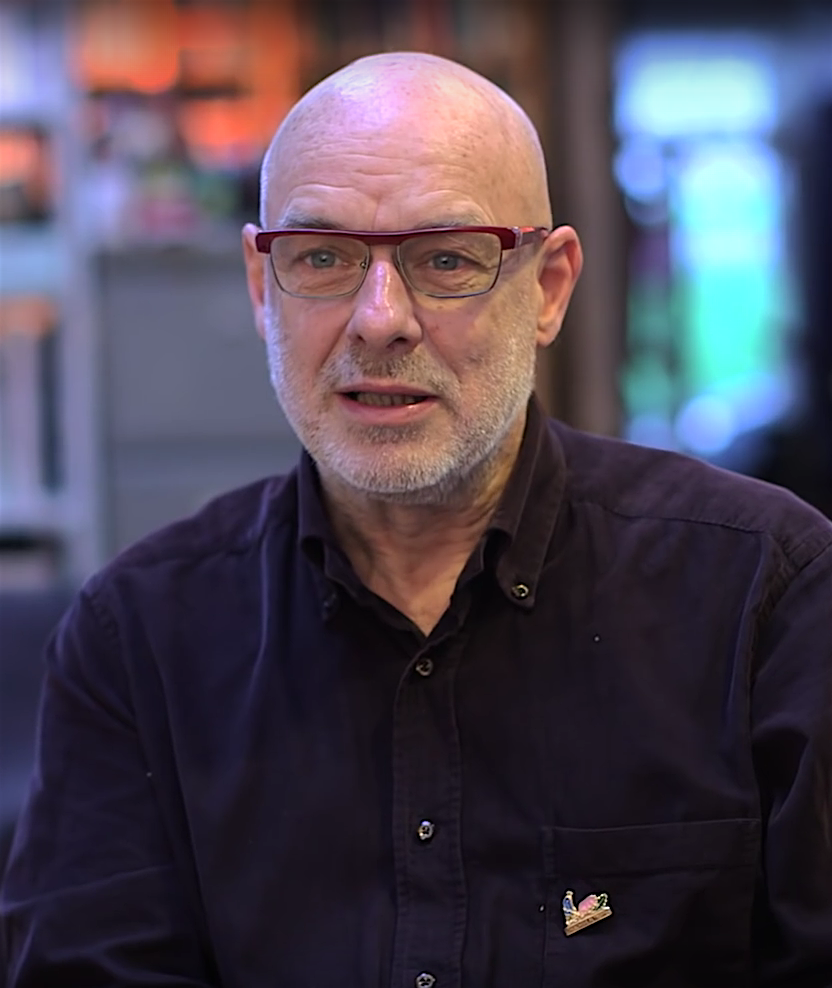
Brian Eno (2015)

Brian Peter George St. John le Baptiste de la Salle Eno (* 15. Mai 1948 in Woodbridge, Suffolk) ist ein britischer Musiker, Musikproduzent, Musiktheoretiker und bildender Künstler. Er gilt als Innovator in vielen Bereichen der Musik.

## Leben

### Ausbildung
Eno besuchte das St. Joseph’s College, Birkfield, Ipswich, die Ipswich Art School und die Winchester School of Art, die er 1969 abschloss. In der Kunstschule begann er damit, Kassettenrekorder als Musikinstrumente zu benutzen, und spielte zum ersten Mal in Bands. Dazu wurde er von einem seiner Lehrer, dem Maler Tom Phillips, ermutigt. Dieser vermittelte ihm auch den Kontakt zu Cornelius Cardews Scratch Orchestra. Die erste veröffentlichte Aufnahme, an der Eno beteiligt war, entstand für die Deutsche Grammophon, die Cardews The Great Learning herausbrachte (aufgenommen 1971).

### Die 1970er und 1980er Jahre

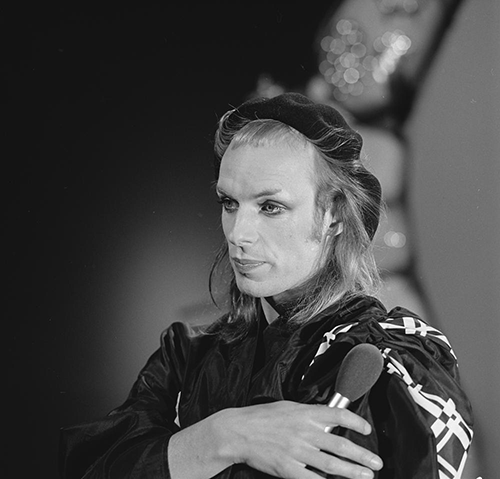
Brian Eno, 1974

Eno begann seine Karriere 1971 als Mitbegründer von Roxy Music, für die der selbsternannte „Nichtmusiker“ Keyboards spielte. Besonders auffällig war seine an den Glam-Rock-Chic angelehnte campige Aufmachung mit Federboa, Plateauschuhen und Glitzertüchern, die er mit exaltierten Bewegungen auf der Bühne kombinierte. Nach dem zweiten Album For Your Pleasure 1973 stieg er bei Roxy Music wieder aus.
Zu dieser Zeit war Eno Mitglied der Portsmouth Sinfonia, eines ironisch-ernsthaften Projekts, bei dem Nichtmusiker Instrumente spielten und Musiker Instrumente, die sie nicht beherrschten. Eno spielte dort Klarinette.
Enos Soloalben von 1973 bis 1977 (Here Come the Warm Jets, Taking Tiger Mountain (By Strategy), Another Green World und Before and After Science) zeigen ihn als experimentierfreudigen und innovativen Popmusiker, der beinahe keine Grenzen außerhalb seiner jungenhaften Stimme kennt.

#### Die Erfindung der Ambient-Musik
1975 wurde Eno auf dem Weg vom Studio nach Hause von einem Taxi angefahren und wurde in ein Krankenhaus eingeliefert. Ihm wurden starke Schmerzmittel verabreicht. Später besuchte ihn eine Freundin und brachte einen Schallplattenspieler und eine LP mit Harfenmusik ins Krankenhaus. Da er die Musik nur leise hören konnte und es draußen regnete, vermischte sich die Musik mit der Geräuschkulisse von Regen und Krankenhaus.

„Es war eine großartige Erfahrung, sie brachte mich auf die Idee, Musik zu machen, die sich nicht aufdrängt, sondern eine Art Landschaft kreiert, zu der du dazugehören kannst. Ich erfand dafür einen wichtigtuerischen Namen: Ambient.“

Mit seinen ersten Ambient-Arbeiten popularisierte er eine von Robert Fripp entwickelte und als Frippertronics bezeichnete Methode zur Klangerzeugung, mittels der Tonband-Aufnahmen diverser Musiker, vor allem aus der Minimal-Music-Szene, modifiziert wurden. Bei der Klangerzeugung mittels Frippertronics werden zwei Tonbandgeräte in einem Rückkopplungssystem wie ein Bandecho miteinander verbunden, wobei die Entfernung der Maschinen zueinander die Frequenz des Echoimpulses bestimmt. Zusammen mit Fripp veröffentlichte Eno die Alben (No Pussyfooting) (1973) und Evening Star (1975). Mit Ambient 1: Music for Airports (1978), welches angeblich durch ein negatives Hörerlebnis am Flughafen Köln/Bonn inspiriert wurde, hat er den Ambient getauft und fortan geprägt. Damals bis heute können viele seiner Arbeiten dem Ambient zugeordnet werden.

#### Kollaborationen
Eno arbeitete als Musiker und Produzent mit verschiedenen anderen Künstlern. So ist er auf der „Berlin-Trilogie“ – Low (1977), Heroes (1977) und Lodger (1979) – von David Bowie zu hören und ist hier u. a. Co-Autor des Songs “Heroes”. 1978 produzierte er Devos Q: Are We Not Men? A: We Are Devo und die legendäre Kompilation der New-Yorker No-Wave-Szene, No New York. Er produzierte drei Alben der Talking Heads: More Songs About Buildings and Food (1978), Fear of Music (1979) und Remain in Light (1980) als Höhepunkt. Sein Album mit David Byrne (Talking Heads) mit dem Titel My Life in the Bush of Ghosts von 1981 ist eines der ersten Nicht-Rap-/Hip-Hop-Alben, das umfangreiches Sampling enthält.
Im Jahr 1984 produzierte er U2s The Unforgettable Fire und arbeitete später weiter für die Band als Produzent von The Joshua Tree (1987), Achtung Baby (1991), Zooropa (1993), All That You Can’t Leave Behind (2000) und No Line on the Horizon (2009). 1990 veröffentlichte er gemeinsam mit John Cale das poporientierte Album Wrong Way Up.
Brian Eno beteiligte sich 1993 mit dem Titel Triennale an dem von Peter Gabriel initiierten Kompilations-Album Plus from Us, bei dem sich einige an dem Gabriel-Album Us von 1992 beteiligte Musiker mit eigenen Arbeiten vorstellen konnten.

### Die 1990er Jahre
In den 1990er Jahren produzierte Eno so unterschiedliche Künstler wie den Real-World-Künstler Geoffrey Oryema bis zur Band James, ebenso die Sängerin Jane Siberry und die Performance-Künstlerin Laurie Anderson, mit der er auch die Ausstellung Self Storage (1995) gestaltete. 1994/1995 arbeitete Eno wieder mit David Bowie zusammen, dieses Mal an dessen Album 1. Outside. Seit dieser Zeit ist Eno auch Visiting Professor am Londoner Royal College of Art.
1994 wurde Eno von Entwicklern des Microsoft-Chicago-Projekts gebeten, die Startmelodie für Windows 95 zu komponieren. Dies geschah ironischerweise auf seinem Apple Macintosh. Im Jahr 1996 gehörte Brian Eno zu den Gründern der Long Now Foundation, die ein Bewusstsein für die Bedeutung langfristigen Denkens fördern will. Er trat 1998 eine Honorarprofessur an der Berliner Universität der Künste an. Im August des gleichen Jahres trat Eno anlässlich der Eröffnung einer Ausstellung Brian Eno: Future Light – Lounge Proposal in der Kunst- und Ausstellungshalle der Bundesrepublik Deutschland zweimal auf, und beide Auftritte wurden per Webcast live übertragen.

### Die 2000er Jahre
Brian Eno gründete Anfang 2004 gemeinsam mit Peter Gabriel MUDDA, die Musikergewerkschaft Magnificent Union of Digitally Downloading Artists.
Er ist außerdem Co-Produzent des 2006 erschienenen Albums Surprise von Paul Simon. 2006 veröffentlichte Brian Eno die DVD 77 Million Paintings, die mit einem generativen Computerprogramm erstellt wurde. Er nutzte den Computer, um – basierend auf realen Gemälden – 77 Millionen visuelle Darstellungen als „Originale“ mittels Überblendungen zu generieren und kombinierte diese mit aus Sound-Layern generierter Musik.

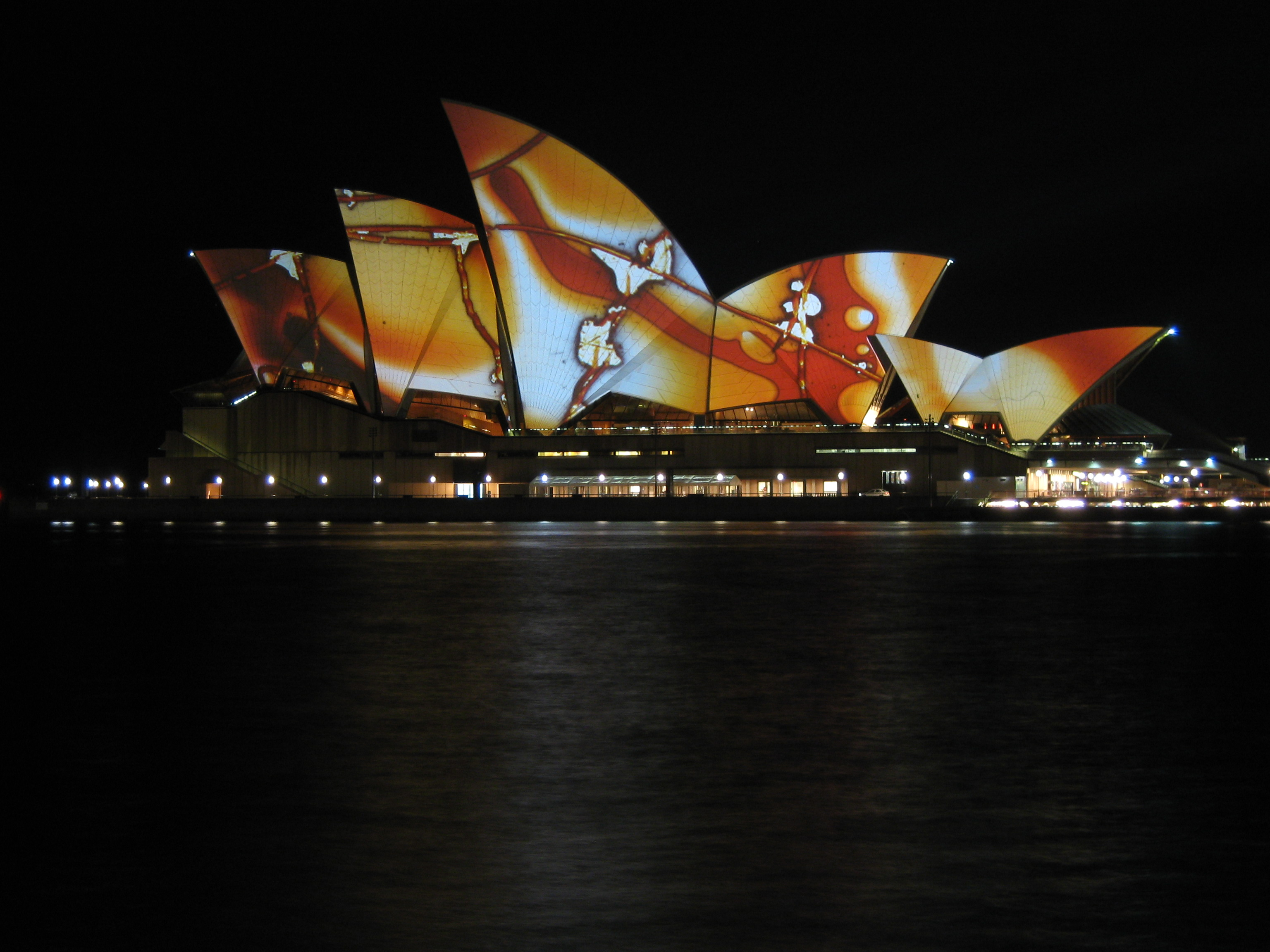
Sydney Opera House, beleuchtet am 30. Mai 2009

Als Produzent begann er 2006 seine Arbeit am vierten Album Viva la Vida or Death and All His Friends der Band Coldplay, das von Eno zusammen mit Markus Dravs und Rik Simpson produziert wurde und im Frühjahr 2008 erschien. U2 teilten Anfang Juni 2007 auf ihrer offiziellen Website mit, dass sich Eno zusammen mit Daniel Lanois zur Aufnahme eines neuen U2-Albums im Studio in Marokko eingefunden habe. Das aus dieser Zusammenarbeit entstandene Album No Line on the Horizon wurde im Februar 2009 veröffentlicht.
2006 gestaltete Eno exklusiv für Nokia die Klingel- und Signaltöne des Mobiltelefons 8800 Sirocco Edition. Zusammen mit dem Musiker und Software-Designer Peter Chilvers entwickelte er die beiden Programme Bloom und Trope für das iPhone. Beide Programme sowie das von Chilvers auf Basis von Enos Ideen entwickelte Air erzeugen zufallsbasierte unendliche Musikstücke wie bereits 77 Million Paintings.
Im selben Jahr schrieb er die Filmmusik zu dem Dokumentarfilm The Pervert’s Guide to Cinema von Sophie Fiennes über den Philosophen und Psychoanalytiker Slavoj Žižek.
Im Mai und Juni 2009 gestaltete er das zweite Sound and Light Festival in dessen Rahmen unter anderem das Sydney Opera House angestrahlt wurde. 2009 lieferte er den Soundtrack zu Peter Jacksons Film In meinem Himmel (The Lovely Bones). 2010 veröffentlichte die Indietronic-Band MGMT ein Musikstück mit dem Titel Brian Eno.
Im November 2010 erschien Enos Album Small Craft on a Milk Sea bei Warp Records. Anfang Juli 2011 erschien das in Zusammenarbeit mit dem britischen Dichter Rick Holland entstandene Album Drums Between the Bells ebenfalls bei Warp.
Peter Gabriel coverte auf dem 2010 erschienenen Studioalbum mit dem Namen Scratch My Back das Lied Heroes von David Bowie und Brian Eno in einer orchestralen Fassung. Bowie lehnte es jedoch ab, an dem später im Jahr 2013 erschienenen Kompilations-Album des Folgeprojektes And I’ll Scratch Yours teilzunehmen. Stattdessen steuerte sein Co-Autor Brian Eno einen Beitrag bei und coverte das Lied Mother of Violence von Peter Gabriel.
Im November 2012, wiederum bei Warp, erschien mit dem Album Lux Brian Enos erstes Solowerk nach sieben Jahren. Die knapp 75-minütige Komposition wurde im Rahmen einer Installation im Reggia di Venaria Reale nahe Turin konzipiert und war dort auch erstmals zu hören, ehe sie wenige Tage vor ihrer kommerziellen Veröffentlichung (und in Anspielung auf das Album Music for Airports) im Tokioter Flughafen Haneda uraufgeführt wurde. Das Album erhielt überwiegend positive Kritiken, und es wurde auf Parallelen zu Enos frühen Ambient-Werken, insbesondere Thursday Afternoon, hingewiesen.
Brian Eno ist Mitglied der 2016 gegründeten Bewegung Demokratie in Europa 2025 (DIEM25) und engagiert sich für die als antisemitisch kritisierte BDS-Kampagne.
2023 war Brian Eno bei verschiedenen Titeln des in Einzeltiteln neu erscheinenden Albums i/o an der Musikproduktion sowie am Synthesizer (bei Panopticom, The Court, Four Kinds of Horses und This Is Home); an Glocken (bei Panopticom); an der Perkussion (bei The Court); mit Musikprogrammierung (bei Four Kinds of Horses und Road to Joy); an der manipulierten Gitarre und Ukulele (bei Road to Joy); Dreamy Piano (bei This Is Home) und Rhythmus-Programmierung (Morph-Kit) sowie zusätzlichen Synthesizern (bei Live and Let Live) beteiligt.

## Diskografie

### Mit Roxy Music
- Roxy Music (1972)
- For Your Pleasure (1973)

Studioalben

| Jahr | Titel                         | Höchstplatzierung, Gesamtwochen, AuszeichnungChartplatzierungen (Jahr, Titel, Platzierungen, Wochen, Auszeichnungen, Anmerkungen) | Höchstplatzierung, Gesamtwochen, AuszeichnungChartplatzierungen (Jahr, Titel, Platzierungen, Wochen, Auszeichnungen, Anmerkungen) | Höchstplatzierung, Gesamtwochen, AuszeichnungChartplatzierungen (Jahr, Titel, Platzierungen, Wochen, Auszeichnungen, Anmerkungen) | Anmerkungen                                       |
| Jahr | Titel                         | DE | CH | UK | Anmerkungen                                       |
| ---- | ----------------------------- | --- | --- | --- | ------------------------------------------------- |
| 1974 | Here Come the Warm Jets       | — | — | UK26 (2 Wo.)UK | Erstveröffentlichung: 8. Februar 1974             |
| 1978 | Ambient 1: Music for Airports | — | — | UK— SilberUK | Erstveröffentlichung: 24. März 1978               |
| 1978 | Music for Films               | — | — | UK55 (1 Wo.)UK | Erstveröffentlichung: 11. September 1978          |
| 1982 | Ambient 4: On Land            | — | — | UK93 (1 Wo.)UK |                                                   |
| 1992 | Nerve Net                     | — | — | UK70 (1 Wo.)UK |                                                   |
| 2005 | Another Day on Earth          | — | — | UK75 (1 Wo.)UK |                                                   |
| 2012 | Lux                           | — | — | UK77 (1 Wo.)UK | Erstveröffentlichung: 9. November 2012            |
| 2016 | The Ship                      | — | — | UK28 (1 Wo.)UK | Erstveröffentlichung: 29. Mai 2016                |
| 2017 | Reflection                    | — | CH97 (1 Wo.)CH | UK78 (2 Wo.)UK | Erstveröffentlichung: 6. Januar 2017              |
| 2018 | Music for Installations       | DE44 (1 Wo.)DE | — | — | Erstveröffentlichung: 4. Mai 2018                 |
| 2020 | Mixing Colours                | DE69 (1 Wo.)DE | — | — | Erstveröffentlichung: 20. März 2020 mit Roger Eno |
| 2022 | Foreverandevernomore          | DE83 (1 Wo.)DE | CH57 (1 Wo.)CH | UK32 (1 Wo.)UK | Erstveröffentlichung: 14. Oktober 2022            |

grau schraffiert: keine Chartdaten aus diesem Jahr verfügbar

## Ausstellungen (Auswahl)
- Self Storage (Wembley, London 1995, mit Laurie Anderson)

## Filmografie (Auswahl)
- 1976: Sebastiane
- 1981: Egon Schiele – Exzesse
- 1985: Vietnam-Veteranen: Soldiers in Hiding (Dokumentarfilm)
- 1989: For All Mankind (Dokumentarfilm)
- 2009: In meinem Himmel (The Lovely Bones)
- 2015: Ich und Earl und das Mädchen (Me and Earl and the Dying Girl)
- 2021: We Are As Gods (Dokumentarfilm)
- 2021: Wood and Water

## Bücher
- Brian Eno: A year with swollen appendices. Tagebucheinträge und Aufsätze, Faber and Faber, 1996, ISBN 0-571-17995-9.
- Jürgen Wanda: Re-Make/Re-Model – Die Geschichte von Roxy Music, Bryan Ferry & Brian Eno. Star-Cluster-Verlag, Balve 1997, ISBN 3-925005-45-5.

## Auszeichnungen
- 1994: Frankfurter Musikpreis
- 1998: 01 award (UdK-Berlin)
- 2007: Royal College of Art Award
- 2014: Giga-Hertz-Preis, verliehen vom ZKM | Institut für Musik und Akustik und dem Freiburger Experimentalstudio des SWR
- 2015: B3 BEN Hauptpreis der B3 Biennale des bewegten Bildes
- 2019: Benennung eines Asteroiden nach ihm: (81948) Eno.[28]